# Campionati austriaci di sci alpino 2016
I Campionati austriaci di sci alpino 2016 si sono svolti a Dienten am Hochkönig e Sankt Leonhard im Pitztal dal 30 marzo al 7 aprile. Il programma ha incluso gare di discesa libera, supergigante, slalom gigante, slalom speciale e combinata, tutte sia maschili sia femminili.
Trattandosi di competizioni valide anche ai fini del punteggio FIS, vi hanno partecipato anche sciatori di altre federazioni, senza che questo consentisse loro di concorrere al titolo nazionale austriaco. 

## Risultati

### Uomini

#### Discesa libera
| Pos. | Atleta              | Nazione       | Tempo   |
| ---- | ------------------- | ------------- | ------- |
| 1    | Sebastian Arzt      | Austria       | 1:07,46 |
| 2    | Slaven Dujaković    | Austria       | 1:07,54 |
| 3    | Stefan Babinsky     | Austria       | 1:08,17 |
| 4    | Daniel Hemetsberger | Austria       | 1:08,49 |
| 5    | Johannes Kröll      | Austria       | 1:08,50 |
| 6    | Christian Walder    | Austria       | 1:08,64 |
| 7    | Lukas Trinkl        | Austria       | 1:08,79 |
| 8    | Marco Pfiffner      | Liechtenstein | 1:08,88 |
| 9    | Manuel Traninger    | Austria       | 1:08,95 |
| 10   | Michael Offenhauser | Austria       | 1:08,96 |

Data: 6 aprile

Località: Sankt Leonhard im Pitztal

Ore: 

Pista: 

Partenza: 3 365 m s.l.m.

Arrivo: 2 775 m s.l.m.

Dislivello: 590 m

Tracciatore: Florian Winkler

#### Supergigante
| Pos. | Atleta                 | Nazione  | Tempo   |
| ---- | ---------------------- | -------- | ------- |
| 1    | Hannes Reichelt        | Austria  | 1:35,89 |
| 2    | Otmar Striedinger      | Austria  | 1:36,08 |
| 3    | Christian Walder       | Austria  | 1:36,28 |
| 4    | Romed Baumann          | Austria  | 1:36,41 |
| 5    | Natko Zrnčić-Dim       | Croazia  | 1:36,94 |
| 6    | Johannes Kröll         | Austria  | 1:36,98 |
| 7    | Maximilian Lahnsteiner | Austria  | 1:37,04 |
| 8    | Michael Offenhauser    | Austria  | 1:37,40 |
| 9    | Ryo Sugai              | Giappone | 1:37,50 |
| 10   | Stefan Babinsky        | Austria  | 1:37,70 |

Data: 7 aprile

Località: Sankt Leonhard im Pitztal

Ore: 

Pista: 

Partenza: 3 365 m s.l.m.

Arrivo: 2 775 m s.l.m.

Dislivello: 590 m

Tracciatore: Willi Zechner

#### Slalom gigante
| Pos. | Atleta                 | Nazione   | Tempo   |
| ---- | ---------------------- | --------- | ------- |
| 1    | Philipp Schörghofer    | Austria   | 1:57,79 |
| 2    | Marco Schwarz          | Austria   | 1:58,23 |
| 3    | Samu Torsti            | Finlandia | 1:58,27 |
| 4    | Christian Hirschbühl   | Austria   | 1:58,31 |
| 4    | Johannes Strolz        | Austria   | 1:58,31 |
| 6    | Maximilian Lahnsteiner | Austria   | 1:58,43 |
| 7    | Christoph Nösig        | Austria   | 1:58,81 |
| 8    | Marcel Mathis          | Austria   | 1:59,00 |
| 9    | Michael Matt           | Austria   | 1:59,16 |
| 10   | Vincent Kriechmayr     | Austria   | 1:59,17 |

Data: 30 marzo

Località: Dienten am Hochkönig

1ª manche:

Ore: 8.30 (UTC+1)

Pista: 

Partenza: 1 435 m s.l.m.

Arrivo: 1 132 m s.l.m.

Dislivello: 303 m

Tracciatore: Janez Slivnik

2ª manche:

Ore: 11.00 (UTC+1)

Pista: 

Partenza: 1 435 m s.l.m.

Arrivo: 1 132 m s.l.m.

Dislivello: 303 m

Tracciatore: Benjamin Prantner

#### Slalom speciale
| Pos. | Atleta               | Nazione  | Tempo   |
| ---- | -------------------- | -------- | ------- |
| 1    | Marco Schwarz        | Austria  | 1:52,92 |
| 2    | Michael Matt         | Austria  | 1:53,02 |
| 3    | Dominik Raschner     | Austria  | 1:53,72 |
| 4    | Matej Vidović        | Croazia  | 1:54,01 |
| 5    | Wolfgang Hörl        | Austria  | 1:54,41 |
| 6    | Christian Hirschbühl | Austria  | 1:54,50 |
| 7    | Štefan Hadalin       | Slovenia | 1:55,07 |
| 8    | Istok Rodeš          | Croazia  | 1:58,27 |
| 9    | Miha Kuerner         | Slovenia | 1:55,79 |
| 10   | Žan Grošelj          | Slovenia | 1:55,94 |

Data: 31 marzo

Località: Dienten am Hochkönig

1ª manche:

Ore: 8.30 (UTC+1)

Pista: 

Partenza: 1 322 m s.l.m.

Arrivo: 1 132 m s.l.m.

Dislivello: 190 m

Tracciatore: Marko Pfeifer

2ª manche:

Ore: 11.15 (UTC+1)

Pista: 

Partenza: 1 322 m s.l.m.

Arrivo: 1 132 m s.l.m.

Dislivello: 190 m

Tracciatore: Martin Kroisleitner

#### Combinata
| Pos. | Atleta           | Nazione       | Tempo   |
| ---- | ---------------- | ------------- | ------- |
| 1    | Marco Schwarz    | Austria       | 2:16,95 |
| 2    | Christian Walder | Austria       | 2:17,44 |
| 3    | Romed Baumann    | Austria       | 2:17,61 |
| 4    | Michael Matt     | Austria       | 2:17,84 |
| 5    | Ryo Sugai        | Giappone      | 2:18,14 |
| 6    | Johannes Kröll   | Austria       | 2:18,68 |
| 7    | Manuel Traninger | Austria       | 2:18,85 |
| 8    | Marco Pfiffner   | Liechtenstein | 2:19,68 |
| 9    | Slaven Dujaković | Austria       | 2:19,68 |
| 10   | Manuel Feller    | Austria       | 2:19,78 |

Data: 7 aprile

Località: Sankt Leonhard im Pitztal

1ª manche:

Ore: 

Pista: 

Partenza: 3 365 m s.l.m.

Arrivo: 2 775 m s.l.m.

Dislivello: 590 m

Tracciatore: Willi Zechner

2ª manche:

Ore: 

Pista: 

Partenza: 

Arrivo: 

Dislivello: 

Tracciatore: Martin Kroisleitner

### Donne

#### Discesa libera
| Pos. | Atleta              | Nazione  | Tempo   |
| ---- | ------------------- | -------- | ------- |
| 1    | Christina Ager      | Austria  | 1:08,61 |
| 1    | Tamara Tippler      | Austria  | 1:08,61 |
| 3    | Bianca Venier       | Austria  | 1:08,85 |
| 4    | Elisabeth Reisinger | Austria  | 1:09,09 |
| 5    | Stephanie Venier    | Austria  | 1:09,36 |
| 6    | Patrizia Dorsch     | Germania | 1:09,49 |
| 7    | Christine Scheyer   | Austria  | 1:09,53 |
| 8    | Mirjam Puchner      | Austria  | 1:09,65 |
| 9    | Stefanie Moser      | Austria  | 1:09,68 |
| 10   | Nadine Fest         | Austria  | 1:09,93 |

Data: 6 aprile

Località: Sankt Leonhard im Pitztal

Ore: 

Pista: 

Partenza: 3 365 m s.l.m.

Arrivo: 2 775 m s.l.m.

Dislivello: 590 m

Tracciatore: Florian Winkler

#### Supergigante
| Pos. | Atleta              | Nazione | Tempo   |
| ---- | ------------------- | ------- | ------- |
| 1    | Elisabeth Görgl     | Austria | 1:39,97 |
| 2    | Mirjam Puchner      | Austria | 1:40,15 |
| 3    | Tamara Tippler      | Austria | 1:40,47 |
| 4    | Stephanie Venier    | Austria | 1:41,07 |
| 5    | Stefanie Moser      | Austria | 1:41,31 |
| 6    | Nina Ortlieb        | Austria | 1:41,42 |
| 7    | Sabrina Maier       | Austria | 1:41,72 |
| 8    | Rosina Schneeberger | Austria | 1:41,79 |
| 9    | Nadine Fest         | Austria | 1:42,30 |
| 10   | Elisa Pilz          | Austria | 1:42,48 |

Data: 7 aprile

Località: Sankt Leonhard im Pitztal

Ore: 

Pista: 

Partenza: 3 365 m s.l.m.

Arrivo: 2 775 m s.l.m.

Dislivello: 590 m

Tracciatore: Roland Assinger

#### Slalom gigante
| Pos. | Atleta               | Nazione | Tempo   |
| ---- | -------------------- | ------- | ------- |
| 1    | Ricarda Haaser       | Austria | 2:02,61 |
| 2    | Katharina Huber      | Austria | 2:03,03 |
| 3    | Rosina Schneeberger  | Austria | 2:03,45 |
| 4    | Carmen Thalmann      | Austria | 2:03,96 |
| 5    | Katharina Truppe     | Austria | 2:04,00 |
| 6    | Stephanie Resch      | Austria | 2:04,20 |
| 7    | Ramona Siebenhofer   | Austria | 2:04,27 |
| 8    | Elisabeth Reisinger  | Austria | 2:04,29 |
| 9    | Michaela Kirchgasser | Austria | 2:04,32 |
| 10   | Nadine Fest          | Austria | 2:04,80 |

Data: 1º aprile

Località: Dienten am Hochkönig

1ª manche:

Ore: 8.30 (UTC+1)

Pista: 

Partenza: 1 435 m s.l.m.

Arrivo: 1 132 m s.l.m.

Dislivello: 303 m

Tracciatore: Manuel Bayer

2ª manche:

Ore: 11.00 (UTC+1)

Pista: 

Partenza: 1 435 m s.l.m.

Arrivo: 1 132 m s.l.m.

Dislivello: 303 m

Tracciatore: Corina Stocker

#### Slalom speciale
| Pos. | Atleta                | Nazione     | Tempo   |
| ---- | --------------------- | ----------- | ------- |
| 1    | Stephanie Brunner     | Austria     | 1:58,69 |
| 2    | Katharina Huber       | Austria     | 1:58,77 |
| 3    | Bernadette Schild     | Austria     | 1:58,86 |
| 4    | Carmen Thalmann       | Austria     | 1:59,02 |
| 5    | Lisa-Maria Zeller     | Austria     | 1:59,29 |
| 6    | Charlie Guest         | Regno Unito | 1:59,54 |
| 7    | Chiara Mair           | Austria     | 1:59,55 |
| 8    | Katharina Liensberger | Austria     | 1:59,70 |
| 9    | Hannah Köck           | Austria     | 1:59,84 |
| 10   | Stephanie Resch       | Austria     | 2:00,33 |

Data: 31 marzo

Località: Dienten am Hochkönig

1ª manche:

Ore: 10.00 (UTC+1)

Pista: 

Partenza: 1 322 m s.l.m.

Arrivo: 1 132 m s.l.m.

Dislivello: 190 m

Tracciatore: Hannes Zöchling

2ª manche:

Ore: 12.15 (UTC+1)

Pista: 

Partenza: 1 322 m s.l.m.

Arrivo: 1 132 m s.l.m.

Dislivello: 190 m

Tracciatore: Stefan Schwab

#### Combinata
| Pos. | Atleta              | Nazione | Tempo   |
| ---- | ------------------- | ------- | ------- |
| 1    | Rosina Schneeberger | Austria | 2:26,27 |
| 2    | Sabrina Maier       | Austria | 2:27,10 |
| 3    | Ricarda Haaser      | Austria | 2:27,10 |
| 4    | Nadine Fest         | Austria | 2:27,75 |
| 5    | Nina Ortlieb        | Austria | 2:28,13 |
| 6    | Eva-Maria Brem      | Austria | 2:28,46 |
| 7    | Christina Ager      | Austria | 2:28,51 |
| 8    | Elisa Pilz          | Austria | 2:28,60 |
| 9    | Stephanie Venier    | Austria | 2:28,94 |
| 10   | Katharina Huber     | Austria | 2:29,67 |

Data: 7 aprile

Località: Sankt Leonhard im Pitztal

1ª manche:

Ore: 

Pista: 

Partenza: 3 365 m s.l.m.

Arrivo: 2 775 m s.l.m.

Dislivello: 590 m

Tracciatore: Roland Assinger

2ª manche:

Ore: 

Pista: 

Partenza: 

Arrivo: 

Dislivello: 

Tracciatore: Martin Kroisleitner